# Dyersburg
Dyersburg är administrativ huvudort i Dyer County i Tennessee. Orten har fått sitt namn efter militären Robert Henry Dyer. Vid 2020 års folkräkning hade Dyersburg 16 164 invånare.